# Nesoecia huichihuayan
Nesoecia huichihuayan — вид прямокрилих комах родини коників (Tettigoniidae). Описаний у 2020 році.

## Поширення
Ендемік Мексики. Поширений у регіоні Уастека на північному сході країни. Типове місцезнаходження виду — містечко Уїчіуаян у муніципалітеті Уеуетлан у штаті Сан-Луїс-Потосі.